# Leptodictya ochropa
Leptodictya ochropa är en insektsart som först beskrevs av Carl Stål 1858.  Leptodictya ochropa ingår i släktet Leptodictya och familjen nätskinnbaggar. Inga underarter finns listade i Catalogue of Life.